# 消防研究センター
消防研究センター（しょうぼうけんきゅうせんたー、National Research Institute of Fire and Disaster）は、総務庁消防庁の施設等機関である消防大学校の下部組織である。正式名称は消防庁消防大学校消防研究センター。東京都調布市深大寺東町4丁目35番3号の消防大学校内に所在する。
日本国内で唯一の消防防災の総合研究機関であり、2006年（平成18年）3月31日をもって解散した独立行政法人消防研究所を前身とする。同年4月1日より消防大学校に統合され消防研究センターと名称変更した。

## 概要
1948年（昭和23年）3月7日、国家消防庁の内局である消防研究所として設立された。
当初は消火器など消防用設備の検定業務も担当していたが、1963年（昭和38年）10月に日本消防検定協会（東京都調布市深大寺東町4丁目35番16号）を設立、検定業務を同協会に移管。以降は研究業務に集中し規模を拡充した。
2000年代には中央省庁再編により、総務省発足に伴い2001年（平成13年）1月6日に自治省消防庁から総務庁消防庁に移管。同年4月1日に独立行政法人化された。
小泉内閣が掲げた「聖域なき構造改革」により2004年に閣議決定された「骨太の方針」により、文部科学省管轄の防災科学技術研究所への統合（事実上の廃止）が検討されたものの、消防庁や全国消防長会、日本消防協会など関連団体の働きかけにより消防大学校への統合が決定。消防庁所管の消防専門総合研究機関として事実上存続することとなった。

### 主な活動
- 消防や防災に関する研究開発
- 消防防災貢献者への表彰、研究交流や共同開発、科学技術関係者の連携構築
- 大規模な災害等が発生した際の消防活動の支援
- 火災や危険物の流出事故等の原因調査の実施及び支援
- 研究結果紹介（パネル・機器展示）、施設一般公開、会議・講演会開催などの情報公開[5]

## 沿革

### 設立から1990年代まで
- 1948年（昭和23年）3月7日 - 消防研究所を国家消防庁の内局として設立[1]。書記室、技術課、査察課を設置[1]。
  - 消防研究所において消防用機械器具等の検定業務を開始（任意制）[4]。
- 1951年（昭和26年） - 書記室を庶務課に改称[1]。
- 1952年（昭和27年）8月1日 - 消防研究所を国家消防本部の附属機関に移行[1]。検定課を新設[1]。
- 1960年（昭和35年）7月1日 - 自治省設置により、消防研究所を自治省消防庁の附属機関に移行[1]。
- 1961年（昭和36年） - 技術課を研究部に昇格[1]。
- 1963年（昭和38年）
  - 研究部を増設、第一研究部および第二研究部とする[1]。
  - 10月 - 特殊法人日本消防検定協会を設立[4]。検定業務を同協会に移管[1]。
  - 査察課および検定課を廃止[1]。
- 1964年（昭和39年）1月 - 消防用機械器具等の検定業務が義務制となる[4]。
- 1969年（昭和44年） - 第三研究部を新設、特別研究員を配置[1]。
- 1982年（昭和57年） - 研究企画官を新設、特別研究員を廃止[1]。
- 1984年（昭和59年）- 消防研究所を消防庁の施設等機関に移行。
- 1987年（昭和62年）1月 - 日本消防検定協会を民間法人化[4]。

### 独立行政法人化
- 2001年（平成13年）
  - 1月6日 - 総務省設置により、消防研究所を総務省消防庁の施設等機関に移行[1]。
  - 4月1日 - 独立行政法人消防研究所法施行に伴い、独立行政法人消防研究所となる[1]。
- 2002年（平成14年）4月 - 研究企画部に火災原因調査室を設置[1]。
- 2003年（平成15年）4月 - 火災原因調査室を火災原因調査部に昇格[1]。

### 行政改革による議論
- 2004年（平成16年）
  - 6月4日 - 「骨太の方針」閣議決定により、「平成17年度末までに中期目標期間が終了する56法人について、平成16年夏から業務全般の見直しを着手し、同年中に相当数の結論を出す」こととされる[2]。
  - 9月22日 - 政府の「独立行政法人に関する有識者会議」が、「総務省消防研究所と文部科学省防災科学技術研究所のように、管轄省庁は異なるが関連した研究を行う法人は統合すべき」と指摘[2]。
  - 10月 - 「独立行政法人に関する有識者会議」が検討結果を小泉純一郎首相に提出。これを受け、政府は職員を非国家公務員化した上で防災科学技術研究所へ統合するよう提案[2]。
  - 10月14日 - 21日 - 全国消防長会（東京消防庁消防総監名で要望）、社団法人日本消防機器協会、財団法人日本消防協会の3団体が、消防組織体制や機器開発普及への影響、消防関係者の士気低下防止などを理由として、消防研究所の存続要望書を提出[2]。
  - 11月 - 自由民主党行政改革推進本部（本部長：衛藤征士郎）が消防庁へのヒアリングを行う[2]。職員の非公務員化と統合を求める政府に対し、消防庁は「職員の身分が保証されるということで独立行政法人化を受け入れた。災害現場に赴く立場で非公務員化するのは不適当」と反論した[2][6]。
  - 12月 - 総務省は「職員5割を目途に削減し消防庁に統合」の方針を示すも、「国民の生命・財産等を守るための調査研究・災害対応に必要な人員について十分考慮すべき」とする[2]。
  - 12月8日 - 消防研究所の省庁統合について、朝日新聞が同日付夕刊で「消防研職員 廃止後消防庁復帰へ『行革に逆行』の声も」との見出しで新聞記事を掲載[2][6]。「政府・与党内からは行革の流れに逆行と疑問の声」「消防研究所を独立行政法人化したのが間違いだったと総務省幹部が述べた」などと報じた[6]。
  - 12月24日 - 行政改革推進本部、消防研究所の消防庁への統合を決定[2]。国家公務員が担うことが必要な業務を厳しく精査の上、職員5割を目途に削減するとした[2]。これを受け、独立行政法人消防研究所の廃止を閣議決定[2]。

### 消防大学校へ統合後
- 2006年（平成18年）
  - 3月31日 - 独立行政法人消防研究所を解散[1]。
  - 4月1日 - 総務省消防庁消防大学校に移管され、消防研究センターに改称[1]。火災災害調査部、技術研究部、研究企画部を設置[1]。
- 2009年（平成21年）4月 - 研究企画部を廃止。地域連携企画担当部長を置く[1]。
- 2016年（平成28年）4月 - 地域連携企画担当部長を廃止。研究企画部を再度設置[1]。

## 組織
- 所長
  - 研究統括官
    - 研究企画部
      - 研究企画室

    - 火災災害調査部
      - 原因調査室

    - 技術研究部
      - 大規模火災研究室
      - 特殊災害研究室
      - 地震等災害研究室
      - 危険性物質研究室
      - 施設等災害研究室

    - 特別上席研究官

## 歴代所長
- 初代 : 室﨑益輝（2006年4月1日 - 2008年3月31日）
- 2代目 : 寺村映（2008年4月1日 - 2009年7月13日）
- 3代目 : 木原正則（2009年7月14日 - 2011年3月31日）
- 4代目 : 松原美之（2011年4月1日 - 2013年3月31日）
- 5代目 : 渡邉洋己（2013年4月1日 - 2015年3月30日）
- 6代目 : 山田常圭（2015年3月31日 - 2018年3月31日）
- 7代目 : 長尾一郎（2018年4月1日 - 2020年7月20日[1]）
- 8代目 : 鈴木康幸（2020年7月20日[7] - 2024年7月5日[8]）
- 9代目 : 白石暢彦（2024年7月5日[8] - ）